# Seewalchen am Attersee
Seewalchen am Attersee è un comune austriaco di 5 464 abitanti nel distretto di Vöcklabruck, in Alta Austria; ha lo status di comune mercato (Marktgemeinde).